# Hungarillina
Hungarillina es un género de foraminífero bentónico de la familia Spirillinidae, del suborden Spirillinina y del orden Robertinida. Su especie tipo es Hungarillina lokutiense. Su rango cronoestratigráfico abarca el Bajociense superior (Jurásico medio).

## Clasificación
Hungarillina incluye a las siguientes especies:
- Hungarillina lokutiense †
- Hungarillina media †
- Hungarillina pedunculata †